# Municipio de Young America (Illinois)
El municipio de Young America (en inglés: Young America Township) es un municipio ubicado en el condado de Edgar en el estado estadounidense de Illinois. En el año 2010 tenía una población de 726 habitantes y una densidad poblacional de 5,07 personas por km².

## Geografía
El municipio de Young America se encuentra ubicado en las coordenadas 39°50′11″N 87°51′5″O / 39.83639, -87.85139. Según la Oficina del Censo de los Estados Unidos, el municipio tiene una superficie total de 143.21 km², de la cual 143,2 km² corresponden a tierra firme y (0 %) 0 km² es agua.

## Demografía
Según el censo de 2010, había 726 personas residiendo en el municipio de Young America. La densidad de población era de 5,07 hab./km². De los 726 habitantes, el municipio de Young America estaba compuesto por el 99,31 % blancos, el 0,14 % eran amerindios, el 0,14 % eran isleños del Pacífico y el 0,41 % eran de una mezcla de razas. Del total de la población el 0,69 % eran hispanos o latinos de cualquier raza.